# Meistriliiga 2017
Die Meistriliiga wurde 2017 zum insgesamt 27. Mal als höchste estnische Fußball-Spielklasse der Herren ausgetragen. Die estnische Meisterschaft, die offiziell als A. Le Coq Premium liiga ausgetragen wird, begann am 3. März 2017 und endete am 4. November 2017 mit dem 36. Spieltag. Als Titelverteidiger startete der FC Infonet Tallinn in die Saison.

## Saisonverlauf
Die Liga umfasste wie in der Vorsaison zehn Teams. Titelverteidiger war der FC Infonet Tallinn. Aufsteiger aus der Esiliiga war JK Tulevik Viljandi. Der letzte Startplatz wurde in den Relegationsspielen im November 2016 zwischen dem Erstligisten Pärnu Linnameeskond und Maardu Linnameeskond ermittelt, wobei sich der letztjährige Erstliga-Verein durchsetzte.
Die Meisterschaft wurde in einer regulären Spielzeit mit je zwei Hin- und zwei Rückrundenspielen ausgetragen. Jedes Team trat dabei vier Mal gegen jede andere Mannschaft an. JK Kalev Sillamäe verlor wegen finanzieller Schwierigkeiten seine Lizenz und wurde auf den letzten Tabellenplatz gesetzt. Wegen der Fusion von Infonet und Levadia gab es kein Relegationsspiel.

## Teilnehmer
| Verein              | Stadt         | Stadion                               | Kapazität |
| ------------------- | ------------- | ------------------------------------- | --------- |
| FC Flora Tallinn    | Tallinn       | A. Le Coq Arena                       | 10.300    |
| FC Levadia Tallinn  | Tallinn       | Kadrioru staadion                     | 04.750    |
| JK Tulevik Viljandi | Viljandi      | Viljandi linnastaadion                | 02.500    |
| JK Tammeka Tartu    | Tartu         | Tamme staadion                        | 01.600    |
| JK Vaprus Pärnu     | Pärnu         | Pärnu Rannastaadion                   | 01.501    |
| JK Trans Narva      | Narva         | Narva Kreenholmi Staadion             | 01.065    |
| JK Kalev Sillamäe   | Sillamäe      | Sillamäe Kalevi staadion              | 00.800    |
| FC Nõmme Kalju      | Tallinn-Nõmme | Hiiu staadion                         | 00.500    |
| Paide Linnameeskond | Paide         | Paide linnastaadion                   | 00.400    |
| FC Infonet Tallinn  | Tallinn       | Lasnamäe kergejõustikuhalli kunstmuru | 00.200    |

## Abschlusstabelle
| Pl. | Verein                    | Sp. | S  | U  | N  | Tore    | Diff. | Punkte |
| --- | ------------------------- | --- | -- | -- | -- | ------- | ----- | ------ |
| 1.  | FC Flora Tallinn          | 36  | 28 | 6  | 2  | 100:280 | +72   | 90     |
| 2.  | FC Levadia Tallinn        | 36  | 25 | 9  | 2  | 106:200 | +86   | 84     |
| 3.  | FC Nõmme Kalju            | 36  | 24 | 6  | 6  | 101:320 | +69   | 78     |
| 4.  | FC Infonet Tallinn (M, P) | 36  | 20 | 5  | 11 | 103:470 | +56   | 65     |
| 5.  | JK Trans Narva            | 36  | 13 | 6  | 17 | 046:630 | −17   | 45     |
| 6.  | Paide Linnameeskond       | 36  | 10 | 8  | 18 | 047:880 | −41   | 38     |
| 7.  | JK Tammeka Tartu          | 36  | 9  | 10 | 17 | 040:630 | −23   | 37     |
| 8.  | JK Tulevik Viljandi (N)   | 36  | 8  | 4  | 24 | 034:950 | −61   | 28     |
| 9.  | JK Vaprus Pärnu 1 2       | 36  | 2  | 2  | 32 | 029:146 | −117  | 08     |
| 10. | JK Kalev Sillamäe 3       | 36  | 10 | 6  | 20 | 052:760 | −24   | 36     |

Platzierungskriterien: 1. Punkte – 2. weniger zugesprochene Siege – 3. Siege – 4. Direkter Vergleich (Punkte, Tordifferenz, geschossene Tore) – 5. Tordifferenz – 6. geschossene Tore – 7. Fair-Play

| (M) | amtierender Meister     |
| (P) | amtierender Pokalsieger |
| (N) | Neu (Aufsteiger)        |

## Kreuztabelle
Die Kreuztabelle stellt die Ergebnisse aller Spiele dieser Saison dar. Die Heimmannschaft ist in der linken Spalte, die Gastmannschaft in der oberen Zeile aufgelistet. Die Teams spielten jeweils viermal – zwei Heim- und zwei Auswärtsspiele – gegeneinander, sodass insgesamt 36 Spiele zu absolvieren waren.
| Spieltage 1–18      | FC Flora Tallinn | FC Levadia Tallinn | FC Nõmme Kalju | FC Infonet Tallinn | JK Trans Narva | Paide Linnameeskond | JK Tammeka Tartu | JK Kalev Sillamäe | JK Tulevik Viljandi | JK Vaprus Pärnu |
| ------------------- | ---------------- | ------------------ | -------------- | ------------------ | -------------- | ------------------- | ---------------- | ----------------- | ------------------- | --------------- |
| FC Flora Tallinn    |                  | 1:1                | 2:0            | 3:0                | 4:2            | 3:0                 | 4:0              | 2:0               | 7:0                 | 2:0             |
| FC Levadia Tallinn  | 0:0              |                    | 1:1            | 1:0                | 3:1            | 7:0                 | 2:1              | 5:0               | 5:0                 | 8:0             |
| FC Nõmme Kalju      | 1:1              | 1:2                |                | 3:2                | 2:0            | 1:0                 | 5:1              | 2:1               | 8:0                 | 3:0             |
| FC Infonet Tallinn  | 0:1              | 0:1                | 2:2            |                    | 4:1            | 6:1                 | 2:1              | 2:2               | 5:0                 | 11:1            |
| JK Trans Narva      | 0:2              | 0:0                | 1:0            | 1:2                |                | 1:1                 | 1:2              | 3:1               | 2:1                 | 3:0             |
| Paide Linnameeskond | 1:3              | 2:5                | 0:1            | 1:1                | 1:5            |                     | 1:1              | 2:1               | 1:2                 | 3:2             |
| JK Tammeka Tartu    | 0:2              | 0:2                | 1:3            | 2:0                | 1:1            | 0:0                 |                  | 1:1               | 2:1                 | 2:1             |
| JK Kalev Sillamäe   | 0:3              | 1:1                | 1:2            | 1:4                | 1:1            | 2:0                 | 2:0              |                   | 1:0                 | 1:3             |
| JK Tulevik Viljandi | 0:2              | 0:2                | 0:2            | 0:2                | 1:2            | 2:3                 | 1:3              | 1:0               |                     | 2:1             |
| JK Vaprus Pärnu     | 0:10             | 1:2                | 2:6            | 0:6                | 0:2            | 0:4                 | 1:1              | 1:3               | 2:0                 |                 |

| Spieltage 19–36     | FC Flora Tallinn | FC Levadia Tallinn | FC Nõmme Kalju | FC Infonet Tallinn | JK Trans Narva | Paide Linnameeskond | JK Tammeka Tartu | JK Kalev Sillamäe | JK Tulevik Viljandi | JK Vaprus Pärnu |
| ------------------- | ---------------- | ------------------ | -------------- | ------------------ | -------------- | ------------------- | ---------------- | ----------------- | ------------------- | --------------- |
| FC Flora Tallinn    |                  | 3:3                | 0:4            | 2:4                | 1:0            | 3:0                 | 2:0              | 3:2               | 3:2                 | 3:0             |
| FC Levadia Tallinn  | 0:0              |                    | 2:0            | 3:2                | 2:0            | 8:0                 | 3:1              | 5:0               | 6:0                 | 3:0             |
| FC Nõmme Kalju      | 0:1              | 1:1                |                | 2:4                | 8:1            | 2:2                 | 1:0              | 8:0               | 5:1                 | 6:0             |
| FC Infonet Tallinn  | 1:3              | 2:1                | 1:2            |                    | 1:3            | 6:1                 | 1:1              | 3:0               | 7:0                 | 7:1             |
| JK Trans Narva      | 0:7              | 0:0                | 0:3            | 1:3                |                | 0:1                 | 3:1              | 1:1               | 1:2                 | 3:1             |
| Paide Linnameeskond | 1:2              | 0:4                | 0:4            | 1:3                | 3:1            |                     | 1:1              | 0:3               | 4:2                 | 3:2             |
| JK Tammeka Tartu    | 2:3              | 1:4                | 0:3            | 1:4                | 0:2            | 1:1                 |                  | 3:1               | 1:1                 | 2:1             |
| JK Kalev Sillamäe   | 1:2              | 0:9                | 0:0            | 1:0                | 3:1            | 1:3                 | 1:2              |                   | 0:1                 | 9:0             |
| JK Tulevik Viljandi | 2:2              | 1:0                | 1:3            | 1:1                | 0:1            | 1:4                 | 1:1              | 0:3               |                     | 4:1             |
| JK Vaprus Pärnu     | 1:8              | 0:4                | 1:6            | 1:4                | 0:1            | 1:1                 | 0:3              | 2:7               | 2:3                 |                 |

## Torschützenliste
| Platz | Spieler                | Mannschaft       | Tore |
| ----- | ---------------------- | ---------------- | ---- |
| 01.   | Albert Prosa           | Infonet Tallinn  | 27   |
| 01.   | Rauno Sappinen         | Flora Tallinn    | 27   |
| 03.   | Rimo Hunt              | Levadia Tallinn  | 20   |
| 04.   | Aleksandr Volkov       | Kalev Sillamäe   | 18   |
| 05.   | Sakaria Beglarischwili | Flora Tallinn    | 16   |
| 05.   | Yevgeni Kharin         | Infonet Tallinn  | 16   |
| 05.   | Liliu                  | Nõmme Kalju      | 16   |
| 05.   | João Morelli           | Levadia Tallinn  | 16   |
| 09.   | Yevgeni Kobzar         | Levadia Tallinn  | 12   |
| 10.   | Nikita Andrejew        | JK Tammeka Tartu | 11   |
| 10.   | Artjom Dmitrijev       | Nõmme Kalju      | 11   |